# Miguel Álvarez Jurado
Miguel Álvarez Jurado (Guarromán, 22 de març de 1958) és un entrenador espanyol, format a Catalunya, on ha desenvolupat la major part de la seva carrera.
Començà la seva trajectòria al futbol base de la UDA Gramenet entre els anys 1988 i 1990. Després de passar pel CE Premià es feu càrrec del primer equip de la UE Cerdanyola de Mataró. Després de passar per les banquetes d'AD Guíxols, UA Horta, UE Vilassar de Mar i CE Mataró, l'any 2000 fou contractat pel Terrassa FC, on aconseguí ascendir a Segona Divisió, categoria on jugà dues temporades, la 2001-02 i la 2002-03. El setembre de 2003 fou acomiadat.
L'any 2004 fou contractat pel CF Ciudad de Murcia, essent rellevat el 20 de desembre de 2004, però hi retornà el 3 de maig de l'any següent. El juny de 2005 retornà al Terrassa, aquest cop a Segona B, categoria en la qual dirigí posteriorment al Lorca Deportiva CF, CF Badalona, CE L'Hospitalet (en dues etapes) i CD Leganés.
El 3 de juliol de 2013 esdevingué entrenador de l'AD Alcorcón de Segona Divisió. El 4 de febrer de 2014 fou acomiadat. El 18 de febrer de 2015 agafà les regnes de la UE Sant Andreu.
A mitjans de juny de 2015 es converteix en el nou tècnic del primer equip del CE Sabadell.